# شهر بانبار
شهر بانبار (به لاتین: Banbar Town) یک شهرک در جمهوری خلق چین است که در Banbar County واقع شده‌است. شهر بانبار ۴٬۲۴۶ متر بالاتر از سطح دریا واقع شده‌است.